# Západoslovenský kraj

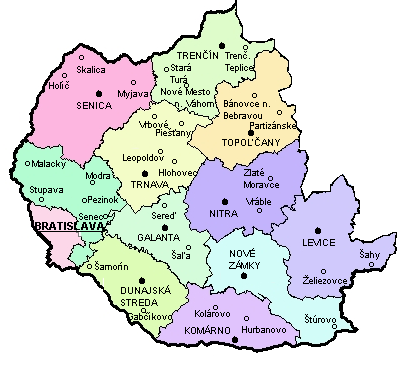
Mapa Západoslovenského kraje s okresy a nejvýznamnějšími městy

Západoslovenský kraj (slovensky Západoslovenský kraj) byl vyšší administrativní jednotka Československa, existující v letech 1960–1969 a 1971–1990. Rozkládal se na západě a jihozápadě Slovenska, přibližně na území dosavadních krajů Bratislavského a Nitranského. Centrum kraje byla Bratislava, která se po federalizaci republiky 1. ledna 1969 stala hlavním městem Slovenské socialistické republiky a zároveň územní jednotkou s postavením samostatného kraje. K 1. červenci 1969 byly kraje na Slovensku zrušeny, obnoveny byly od 1. ledna 1971. 
Krajské orgány měly nadále sídlo v Bratislavě, ačkoliv se nacházela zcela excentricky, a mnohem blíže geografickému středu kraje by byla Nitra nebo Trnava. Do Bratislavy nicméně směřovaly hlavní dopravní tahy, což nevýhodnost její polohy kompenzovalo.
Kraje byly na Slovensku zrušeny k 19. prosinci 1990, nové kraje vznikly v roce 1996. Na území někdejšího Západoslovenského kraje byly vytvořeny kraje Bratislavský, Nitranský, Trnavský a většina Trenčínského.

## Geografie
Území Západoslovenského kraje bylo zhruba ohraničeno řekami Moravou na západě, Dunajem na jihu a Iplem na jihovýchodě, dále pohořím Bílé Karpaty na severu a úbočími Strážovských vrchů, Vtáčniku a Štiavnických vrchů na severovýchodě. Kraj hraničil s Rakouskem a Maďarskem a v rámci Československa s Jihomoravským a Stredoslovenským krajem. Jeho dominující krajinnou formou byla rozsáhlá Podunajská nížina, z níž vystupovaly masivy Malých Karpat, Tribeče a Považského Inovce (nejvyšší bod kraje Inovec 1042 m n. m.). Na západním okraji se rozkládala ještě Záhorská nížina. Nejvýznamnějšími toky na území kraje mimo zmíněných hraničních byl Váh, Nitra, Žitava, Hron, Malý Dunaj, Dudváh a na severozápadě Myjava. 
V roce 1978 měl kraj rozlohu 14 491 km² a 1 660 030 obyvatel. Průměrná hustota zalidnění kraje byla 115 obyvatel/1 km². Největším městem kraje (bez Bratislavy) byla Nitra, následovaná Trnavou a Trenčínem. Dalšími většími městy byly Komárno, Nové Zámky, Levice, Piešťany, Šaľa, Topoľčany, Partizánske. V kraji žila významná maďarská menšina, soustředěná na jihu a jihovýchodě.
Poštovní směrovací čísla začínala číslicí 8 (Bratislava a okolí) respektive 9 (zbytek kraje), čísla dopravních závodů ČSAD v Západoslovenském kraji začínala číslicí 8.

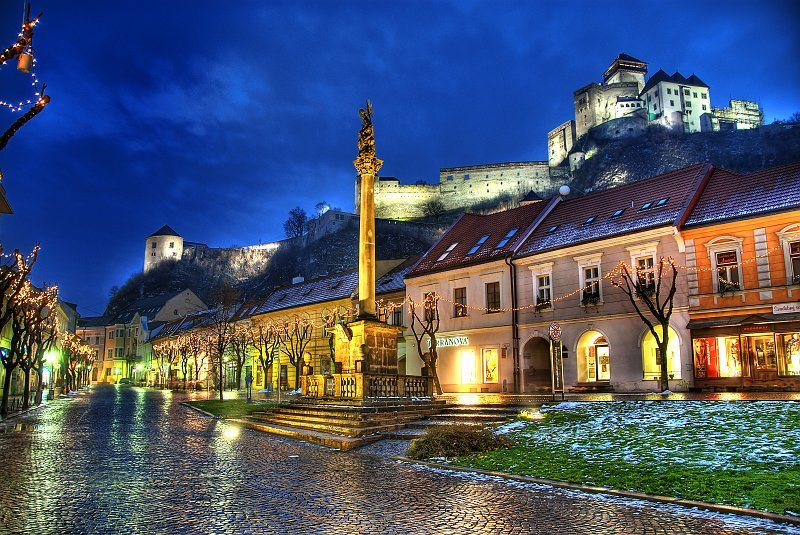
Trenčín

## Členění
| Č. | Okres             | Býv. SPZ | Rozloha (km²) | Poč. obyv. (1.1.1978) | Hust.zal. |
| -- | ----------------- | -------- | ------------- | --------------------- | --------- |
| 1  | Bratislava-vidiek | BH,BY    | 1.240         | 142.763               | 115       |
| 2  | Dunajská Streda   | DS       | 1.078         | 102.114               | 95        |
| 3  | Galanta           | GA       | .982          | 140.477               | 143       |
| 4  | Komárno           | KN       | 1.100         | 109.245               | 99        |
| 5  | Levice            | LV       | 1.551         | 122.964               | 79        |
| 6  | Nitra             | NR       | 1.443         | 201.380               | 140       |
| 7  | Nové Zámky        | NZ       | 1.347         | 151.975               | 113       |
| 8  | Senica            | SE       | 1.691         | 141.670               | 84        |
| 9  | Topol'čany        | TO       | 1.360         | 151.898               | 112       |
| 10 | Trenčín           | TN       | 1.309         | 173.889               | 133       |
| 11 | Trnava            | TT       | 1.390         | 221.655               | 159       |

### Po roce 1990
Kraje byly na Slovensku zrušeny s platností od 19. prosince 1990. Po vzniku samostatné Slovenské republiky v roce 1993 se začalo pracovat na novém administrativním uspořádání státu. Od 1. července 1996 vzniklo na Slovensku 8 nových krajů. Na území bývalého Západoslovenského kraje vznikl Bratislavský kraj, Trnavský kraj, Trenčínský kraj (většina) a Nitranský kraj. Došlo také k výrazným územním změnám ve struktuře okresů. Mnoho měst se nově stalo sídly okresů.
Staré okresy byly rozděleny zhruba následovně:
- Okres Bratislava-vidiek: Okres Malacky, Okres Pezinok, Okres Senec
- Okres Dunajská Streda: beze změny
- Okres Galanta: Okres Galanta, Okres Šaľa
- Okres Komárno: beze změny
- Okres Levice: beze změny
- Okres Nitra: Okres Nitra, Okres Zlaté Moravce
- Okres Nové Zámky: beze změny
- Okres Senica: Okres Myjava, Okres Senica, Okres Skalica
- Okres Topoľčany: Okres Bánovce nad Bebravou, Okres Partizánske, Okres Topoľčany
- Okres Trenčín: Okres Nové Mesto nad Váhom, Okres Trenčín
- Okres Trnava: Okres Hlohovec, Okres Piešťany, Okres Trnava